# スクリーミン・ジェイ・ホーキンズ
スクリーミン・ジェイ・ホーキンズ（Screamin' Jay Hawkins、1929年8月18日 - 2000年2月12日）は、アメリカ合衆国オハイオ州クリーブランド出身のアフロアメリカンのブルース、R&B歌手、俳優。
1956年の「アイ・プット・ア・スペル・オン・ユー」で知られる。アメリカの映画監督、ジム・ジャームッシュは代表作『ストレンジャー・ザン・パラダイス』の劇中で、同曲を使用した。

## 経歴
幼少時からピアノに親しみ、作詞作曲を行う。14歳の頃にボクシングを始め、1949年にはアラスカ州のミドル級チャンピオンを獲得したこともある。
1945年にハイスクールを退学し入隊するも、ほどなくして第二次世界大戦は終戦。軍隊ではテナー・サクソフォーンを演奏し、在日米軍の慰問で訪日経験もある。
1951年からジャズ・ギタリストのタイニー・グライムスの元で音楽活動を開始。アトランティック・シティのクラブで派手な衣装によるパフォーマンスが話題となる。1956年、ホーキンズの音楽キャリアで最大のR&Bヒット「アイ・プット・ア・スペル・オン・ユー」を発表した。クリーデンス・クリアウォーター・リバイバルやニーナ・シモン、ブライアン・フェリーなどにカバーされるスタンダード・ナンバーとなった。ほかに「Constipation Blues（便秘のブルース）」というユニークな曲でも知られる。
1979年にはホーキンズ自身の曲「Armpit No.6」「I Put a Spell on You」のカバー・レコーディングに、キース・リチャーズが参加。
1989年には、ジム・ジャームッシュ監督の映画『ミステリー・トレイン』のホテルのフロント係役で出演。ジャームッシュはホーキンズのファンだった。以降は俳優としての活動も並行して行う。
1990年5月14日、九段会館にて来日公演を開催。公演の模様は2003年にPヴァイン・レコードよりDVD『I Put A Spell On You〜東京棺桶ライヴ1990』としてリリース。BMRのインタビューでは、白人の女性はもうこりごりで、フィリピン人の女性と交際していると答えていた。
2000年、フランス、パリ近郊ヌイイ＝シュル＝セーヌにて腸閉塞により死去。70歳没。

## パフォーマンス
公演では棺桶の中から登場、黒マントや鼻飾りを身につけ、骸骨をあしらったステッキを手にタバコを吸いながら歌う奇抜な演出で知られた。
そのステージ・パフォーマンスは、ジョージ・クリントンのPファンク、アリス・クーパーやアーサー・ブラウンらのショック・ロックの源流ともされる。